# 片山晃
片山 晃（かたやま あきら、1957年5月21日 - ）は、岡山市出身のゴルフインストラクター。立教大学卒業。1989年にNGF(日本ゴルフ財団)ゴルフインストラクターライセンスを取得。1999年から2004年までキャロウェイゴルフ株式会社に勤務し、初心者からトッププロまで年間2500人のフィッティングを担当。その後、独自の「右手のスイング」理論が話題を呼び、同会社を退職。現在はEarlybirdsゴルフクラブにて個人レッスンを行っている。タレントの舘ひろしや藤森夕子らも「右手のスイング」を教わっている。

## 右手のスイング
自身が考案した理論。「右手のスイング」は従来のレッスンでは左手リードで行われている中、普段生活している中で最も使っている右手に意識をして行うスイングを奨めている。著書「右手のゴルフ」は2万部以上の人に読まれている。

## 著書
- 右手で飛ばす!"55歳からドライバーで260ヤード"を実現する唯一の方法、主婦の友社、2012、ISBN 9784072825990
- 奇跡の20ヤードアップ 右手のゴルフ、詳伝社黄金文庫、2013、ISBN 9784396316167
- 右手のゴルフ2「ツイスト」が飛距離の壁を突き破る祥伝社、2013、ISBN 9784396614645